# Тенгрі-Елміш
Тенгрі-Елміш (Ерміш, Ільміш) (д/н — після 756) — 9-й володар Тюргеського каганату у 753—756 роках.

## Життєпис
Походив зі знаті кара-тюргешів. Після поразки в битві при Таласі 751 року танський імператор Сюань-цзун намагався зберегти вплив імперії в Західною краю. Тюргеський каганат остаточно розпався.
753 року вдалося зайняти столицю Суяб, де оголосити Тенгрі-Елміша новим каганом, але він контролював люше кара-тюргешів. Вів постійні війні з колишніми васалами каганату. 755 року внаслідок повстання у власне Китаї Ань Лушаня каган втратив підтримку танських військ.
Після 756 року про його діяльність відомо обмаль, до 759 року Тенгрі-Елміша було повалено Ата-Бойлою. В цей час більша частина земель тюргешів увійшла до Карлуцького каганату.